# Fritz Lothar Jacob
Fritz Lothar Jacob (* vor 1913; † nach 1967) war ein deutscher Fechter und Funktionär. Mit dem TV 1860 Frankfurt wurde er im Jahr 1935 Deutscher Mannschaftsmeister mit dem Säbel.
Jacob war über 20 Jahre Mitglied der Sonderklasse des Deutschen Turner-Bundes, für die sich die besten Fechter der Deutschen Turnerschaft über regionale Kreismeisterschaften qualifizieren mussten. Im Jahr 1928 gewann er den Fechtwettbewerb des Deutschen Turnfests in Köln. Bei Deutschen Einzelmeisterschaften zwischen 1929 und 1943 erreichte er mehrmals die Finalrunde der Disziplinen Säbel oder Florett. Mit der Mannschaft des TV 1860 Frankfurt gewann er sogar in allen drei Waffen eine Medaille: 1932 wurde sie Vizemeister mit dem Florett, 1934 dritte im Degenfechten, sowie sowohl 1932 als auch 1934 Vizemeister mit dem Säbel. Im Jahr 1935 errangen sie schließlich den Titel im Säbelfechten.
Im Jahr 1934 war Jacob Fechtwart des Gaues Südwest, von 1961 bis 1967 Leiter der Fechtabteilung des Frankfurter Turnvereins 1860.